# De Spil
De Spil is een cultuurcentrum in de Belgische stad Roeselare. 

## Geschiedenis
De Spil, cultuurcentrum in Roeselare, opende in 1997 de deuren. De Spil bevindt zich in de Hippoliet Spilleboutdreef, vandaar ook de naam 'De Spil', die enerzijds verwijst naar H. Spillebout (voormalig burgemeester van Roeselare) en anderzijds als 'spil' van het cultuurleven in Roeselare moet staan.

## Zalen
De Spil beschikt over twee zalen: Schouwburg en de Komedie. 
De Schouwburg heeft een capaciteit van 844 personen verdeeld over de parterre en het balkon. 
De Komedie heeft een capaciteit van 202 personen. Deze polyvalente zaal heeft een uitschuifbare tribune.

## Evenementen
De Spil brengt een 180-tal podiumvoorstellingen per jaar zoals theater, comedy, familievoorstellingen, concerten, dans, hedendaags circus, ... Daarnaast programmeert De Spil ook wekelijks film en stelt  exposities voor in onder andere Ter Posterie, een kunst- en erfgoedhuis in Roeselare.
De Spil organiseert ook vaak buitenshuis festivals en concerten zoals het driejaarlijkse internationale circus- en straattheaterfestival. en in de tussenliggende jaren de kleine stooringe. Met de Maatwerkconcerten in TRAX staat De Spil ook op de kaart van staande clubconcerten. JAZZ-festival] is een jaarlijks festival met (inter)nationale jazz artiesten en het zomerfestival Plein Publique. De Tuin der Lusten is de sociaal-participatieve werking van De Spil.